# 프랑스령 기아나 축구 국가대표팀
프랑스령 기아나 축구 국가대표팀은 프랑스의 해외 영토 중 하나인 프랑스령 기아나의 축구팀으로 프랑스령 기아나 축구 협회에서 관리하고 있다. 프랑스 축구 협회의 일부분이기 때문에 FIFA 주관 대회에는 참가할 수 없지만 북중미카리브 축구 연맹에는 회원으로 등록되어 있기 때문에 북중미카리브 축구 연맹이 주관하는 대회에는 참가할 수 있다.

## 개요
1949년 3월 19일 수리남과의 국제 A매치 데뷔전에서 0-9로 대패를 당했는데 이는 프랑스령 기아나의 국제 경기 최다 점수차 패배이기도 하다. 프랑스령 기아나는 수리남, 가이아나와 마찬가지로 원래 소속된 남미 대륙이 아닌 인접 대륙에 포함된다. 

## 국제 대회 경력

### CONCACAF 골드컵
2017년 CONCACAF 골드컵의 카리브 지역 예선격인 2017년 카리브컵 3위로 사상 첫 골드컵 본선 무대를 밟았지만 본선에서 캐나다, 코스타리카, 온두라스를 상대로 3전 전패·A조 최하위로 조별리그에서 탈락했고 심지어 2차전에서 부정 선수인 플로랑 말루다를 출전시킨 사실까지 추가로 밝혀졌다.

### CONCACAF 네이션스리그

#### 2019-20년 리그 B
2019-20년 CONCACAF 네이션스리그 예선에서 19위를 차지하며 네이션스리그 첫 시즌 리그 B에 편입된 프랑스령 기아나는 벨리즈, 세인트키츠 네비스, 그레나다와 A조에 편성되어 4승 2무의 그레나다에 이어 2승 2무 2패·조 2위로 2021년 CONCACAF 골드컵 예선 1라운드에 진출했다.

#### 2022-23년 리그 B
2022-23 시즌 리그 B에서는 도미니카 공화국, 벨리즈, 과테말라와 D조에 편성되어 6경기 3승 2무 1패·조 2위로 2023년 CONCACAF 골드컵 예선 2라운드 직행을 확정지었다.

#### 2023-24년 리그 B
2023-24 시즌 리그 B에서는 세인트빈센트 그레나딘, 벨리즈, 버뮤다 등과 함께 C조에 편성된 이후 6경기 3승 1무 2패·조 1위로 4시즌만에 리그 A 승격에 성공했다.

## CONCACAF 골드컵
| 북중미 골드컵 기록 | 북중미 골드컵 기록                 | 북중미 골드컵 기록                 | 북중미 골드컵 기록                 | 북중미 골드컵 기록                 | 북중미 골드컵 기록                 | 북중미 골드컵 기록                 | 북중미 골드컵 기록                 | 북중미 골드컵 기록                 | 북중미 골드컵 기록                 |
| 년도               | 결과                               | 순위                               | 경기                               | 승                                 | 무*                                | 패                                 | 득점                               | 실점                               | 승점                               |
| ------------------ | ---------------------------------- | ---------------------------------- | ---------------------------------- | ---------------------------------- | ---------------------------------- | ---------------------------------- | ---------------------------------- | ---------------------------------- | ---------------------------------- |
| 1963년             | 비회원국                           | 비회원국                           | 비회원국                           | 비회원국                           | 비회원국                           | 비회원국                           | 비회원국                           | 비회원국                           | 비회원국                           |
| 1965년             | 비회원국                           | 비회원국                           | 비회원국                           | 비회원국                           | 비회원국                           | 비회원국                           | 비회원국                           | 비회원국                           | 비회원국                           |
| 1967년             | 비회원국                           | 비회원국                           | 비회원국                           | 비회원국                           | 비회원국                           | 비회원국                           | 비회원국                           | 비회원국                           | 비회원국                           |
| 1969년             | 비회원국                           | 비회원국                           | 비회원국                           | 비회원국                           | 비회원국                           | 비회원국                           | 비회원국                           | 비회원국                           | 비회원국                           |
| 1971년             | 비회원국                           | 비회원국                           | 비회원국                           | 비회원국                           | 비회원국                           | 비회원국                           | 비회원국                           | 비회원국                           | 비회원국                           |
| 1973년             | 비회원국                           | 비회원국                           | 비회원국                           | 비회원국                           | 비회원국                           | 비회원국                           | 비회원국                           | 비회원국                           | 비회원국                           |
| 1977년             | 비회원국                           | 비회원국                           | 비회원국                           | 비회원국                           | 비회원국                           | 비회원국                           | 비회원국                           | 비회원국                           | 비회원국                           |
| 1981년             | 비회원국                           | 비회원국                           | 비회원국                           | 비회원국                           | 비회원국                           | 비회원국                           | 비회원국                           | 비회원국                           | 비회원국                           |
| 1985년             | 비회원국                           | 비회원국                           | 비회원국                           | 비회원국                           | 비회원국                           | 비회원국                           | 비회원국                           | 비회원국                           | 비회원국                           |
| 1989년             | 비회원국                           | 비회원국                           | 비회원국                           | 비회원국                           | 비회원국                           | 비회원국                           | 비회원국                           | 비회원국                           | 비회원국                           |
| 1991년             | 예선 탈락                          | 예선 탈락                          | 예선 탈락                          | 예선 탈락                          | 예선 탈락                          | 예선 탈락                          | 예선 탈락                          | 예선 탈락                          | 예선 탈락                          |
| 1993년             | 예선 탈락                          | 예선 탈락                          | 예선 탈락                          | 예선 탈락                          | 예선 탈락                          | 예선 탈락                          | 예선 탈락                          | 예선 탈락                          | 예선 탈락                          |
| 1996년             | 예선 탈락                          | 예선 탈락                          | 예선 탈락                          | 예선 탈락                          | 예선 탈락                          | 예선 탈락                          | 예선 탈락                          | 예선 탈락                          | 예선 탈락                          |
| 1998년             | 예선 탈락                          | 예선 탈락                          | 예선 탈락                          | 예선 탈락                          | 예선 탈락                          | 예선 탈락                          | 예선 탈락                          | 예선 탈락                          | 예선 탈락                          |
| 2000년             | 예선 탈락                          | 예선 탈락                          | 예선 탈락                          | 예선 탈락                          | 예선 탈락                          | 예선 탈락                          | 예선 탈락                          | 예선 탈락                          | 예선 탈락                          |
| 2002년             | 불참                               | 불참                               | 불참                               | 불참                               | 불참                               | 불참                               | 불참                               | 불참                               | 불참                               |
| 2003년             | 불참                               | 불참                               | 불참                               | 불참                               | 불참                               | 불참                               | 불참                               | 불참                               | 불참                               |
| 2005년             | 예선 탈락                          | 예선 탈락                          | 예선 탈락                          | 예선 탈락                          | 예선 탈락                          | 예선 탈락                          | 예선 탈락                          | 예선 탈락                          | 예선 탈락                          |
| 2007년             | 불참                               | 불참                               | 불참                               | 불참                               | 불참                               | 불참                               | 불참                               | 불참                               | 불참                               |
| 2009년             | 불참                               | 불참                               | 불참                               | 불참                               | 불참                               | 불참                               | 불참                               | 불참                               | 불참                               |
| 2011년             | 불참                               | 불참                               | 불참                               | 불참                               | 불참                               | 불참                               | 불참                               | 불참                               | 불참                               |
| 2013년             | 예선 탈락                          | 예선 탈락                          | 예선 탈락                          | 예선 탈락                          | 예선 탈락                          | 예선 탈락                          | 예선 탈락                          | 예선 탈락                          | 예선 탈락                          |
| 2015년             | 예선 탈락                          | 예선 탈락                          | 예선 탈락                          | 예선 탈락                          | 예선 탈락                          | 예선 탈락                          | 예선 탈락                          | 예선 탈락                          | 예선 탈락                          |
| 2017년             | 조별리그                           | 12위                               | 3                                  | 0                                  | 0                                  | 3                                  | 2                                  | 10                                 | 0                                  |
| 2019년             | 예선 탈락                          | 예선 탈락                          | 예선 탈락                          | 예선 탈락                          | 예선 탈락                          | 예선 탈락                          | 예선 탈락                          | 예선 탈락                          | 예선 탈락                          |
| 합계               | 1회 진출(1/14)                     | 조별리그(1회)                      | 3                                  | 0                                  | 0                                  | 3                                  | 2                                  | 10                                 | 0                                  |
| 순위               | CONCACAF 북중미 골드컵 순위 : 24위 | CONCACAF 북중미 골드컵 순위 : 24위 | CONCACAF 북중미 골드컵 순위 : 24위 | CONCACAF 북중미 골드컵 순위 : 24위 | CONCACAF 북중미 골드컵 순위 : 24위 | CONCACAF 북중미 골드컵 순위 : 24위 | CONCACAF 북중미 골드컵 순위 : 24위 | CONCACAF 북중미 골드컵 순위 : 24위 | CONCACAF 북중미 골드컵 순위 : 24위 |

## 주요 선수
- 뤼디 에방
- 마르크 에드위즈
- 마르뱅 토르비크
- 케뱅 리마느
- 미겔 하보
- 장-다비드 르그랑